# Symfonie č. 1 (Martinů)
Symfonie č. 1 (H. 289) Bohuslava Martinů (1890–1959) vznikla na objednávku Sergeje Kusevického k uctění památky jeho zesnulé manželky Natalie Kusevické. Premiéra se uskutečnila 13. listopadu 1942 v Bostonu v podání Bostonské filharmonie, kterou dirigoval sám Sergej Kusevický.

## Vznik díla
Ačkoliv Bohuslav Martinů dosáhl během 30. let 20. století mezinárodního věhlasu, dlouhou dobu se necítil připraven na kompozici symfonií a svou první začal psát až v roce 1942, v 52 letech. Podnětem se stala zakázka amerického dirigenta ruského původu Sergeje Alexandroviče Kusevického. Manželka Kusevického Natalie zemřela na začátku roku 1942 a k uctění její památky mělo být napsáno větší orchestrální dílo. Za napsání symfonie dirigent nabídl Martinů 500 dolarů.
Skladba vznikala v několikaměsíčním časovém rozpětí. „Nyní jsem stál před problémem symfonie, totiž před jeho realizací, neboť jinak se problém datuje dlouho zpět (prvním nezdařeným pokusem je Rapsódie). Krom Julietty jsem neužil velkého orchestru od Bagarre a Rapsódie, tj. od r. 1927 a 1928, a těžká práce, kterou jsem měl s celou sonátou, neukazovala, že bych byl hotov podniknout v tomto okamžiku kompozici tak významné a velké formy. Tak jsem práci odkládal od měsíce k měsíci, až v květnu 1942 jsem položil na papír první akordy.“
Skladatel začínal se dvěma akordy – H dur a h moll, z jejich napětí vytvořil 1. větu. Tu dokončil na Jamaice 1. května 1942. „Našel jsem náhle formu i orchestraci, kterou nyní mají, a celá 1. věta mi najednou vyrostla, jako by byla schována za tímto úvodem, přitom modulace obou akordů nehraje vlastně dále v konstrukci nějakou roli.“ Na prázdniny, 15. června, odjel Martinů se svou manželkou Charlottou do Middlebury. Inspirativní místo bylo skladateli doporučeno Nadiou Boulanger a Marcellem de Manziarly. Martinů si domluvil na místní škole Middlebury College přístup ke klavíru, aby mohl pokračovat v práci, a 26. června dokončil 2. větu. Třetí věta byla dokončena 14. července u jezera Mah-Kee-Nac Lake ve Vermontu, u kterého Martinů strávil několik dní.
Při práci na symfonii dostal Martinů od Kusevického nabídku, aby nastoupil jako profesor skladby na letních kurzech v Berkshire Music Center. Nabídku přijal, i přes své nedostatky v anglickém jazyce, a v práci na 4. větě pokračoval o přestávkách po dopoledním vyučování. Po šesti týdnech pedagogické činnosti odjel na pozvání manželů Ondříčkových do Manometu v Massachusetts, kde 1. září 1942 dokončil orchestraci a tím i celou 1. symfonii.

## Analýza
Symfonie se skládá ze 4 vět:
1. Moderato
2. Scherzo: Allegro – Trio
3. Largo
4. Allegro non troppo

Hlavní téma tvoří dvě myšlenky. První z nich, prostá melodie, která je rozčleněná do dvojtaktových úryvků. Melodické a harmonické závěry jednotlivých dvoutaktí ukazují na moravský původ. Téma může připomínat svatováclavský chorál, který je u Martinů častou asociací. Tuto asociaci způsobuje používání melodiky podobné chorální. Melodika spočívá v diatonických postupech o malém tónovém rozsahu. Nedostatek akordů dominantní funkce vyvolává dojem církevních tónin, zvláště dórské a mixolydické.
Druhá myšlenka je opět písňového charakteru.

### 1. věta moderato
začíná v tóninách e moll a C dur, několika takty přechází do G dur, ústí do H dur.
V expozici jsou témata zpracována jako jednoduché melodické fráze založené na krátkých úryvkovitých nápěvcích. Oproti tomu provedení nabývá velikých rozměrů, není tolik založené na tematické práci, spíše na sledu gradací, ve kterých je uplatňována především barevná složka výrazu. Repríza přináší vyvrcholení v podobě citace úvodu. Zazní akord h moll jako na začátku, další tematický nástup je oddálen, aby téma mohlo zaznít slavnostnějším způsobem.

Hlavní téma 1. věty.

### 2. věta allegro
je v tónině B dur. Hlavní myšlenkou první části je téma pestrého rytmického ražení a úzkého melodického rozpětí. S jeho nástupem začíná i čtvrtkové (později osminové) ostinato, které dává vyniknout bohaté rytmice Martinů.

### 3. věta largo
je nejvíce ceněná. Charles Munch (přítel a interpret děl B.M.): "Jsem pokaždé hluboce dojat, kdykoli diriguji třetí větu jeho první symfonie“. Svou meditativní povahou připomíná, že symfonie byla věnována Natalii Kusevické."
Ústředním motivem, které se přenáší mezi violoncelly a kontrabasy, je úvodní táhlé téma. Martinů hojně využívá typické kolísání mezi rozloženými kvintakordy dur a moll. Větu uzavírá sekvence kadenčních obratů, které podtrhávají harmonické napětí.

### 4. věta rondo
Poslední věta je uvedena, podobně jako 2. věta, krátkým rytmickým vstupem založeným na jednoduchém melodickém prvku. Do něj vpadá hlavní myšlenka ronda, hraná dvěma hoboji. Ve střední části věty můžeme nalézt ohlas moravské lidové písně, který je vzácný v symfonické tvorbě Bohuslava Martinů.

## Premiéra
Symfonii uvedl Sergej Kusevickij 13. listopadu 1942 s Bostonským symfonickým orchestrem v Cambridgi a poté v Bostonu. “Provedením symfonie jsem byl jaksi definitivně přijat do amerického hudebního života. Nalezl jsem zde rovněž I milejší a konkrétnější pochopení jak u konzulátu, tak i u vyslance, čímž mi ubylo starostí a mohl jsem se nyní klidněji věnovat své práci”.
Skladba se setkala s kladným přijetím publika i tisku. Kritik pro New York Herald Tribune, Virgil Thompson, dokonce po premiéře označil Bohuslava Martinů za nástupce Bedřicha Smetany.
„Smetanův dědic. Jaká radost! Jaká radost naslouchat opět Bostonským symfonikům! Včerejší odpolední koncert v Carnegie Hall byl bohatý vybranou nabídkou symfonií, jedné staré a jedné nové – byla to Beethovenova Eroica a První skvělého českého skladatele Bohuslava Martinů. Hudba znamenitá a podání nemohlo být elegantnější. Jen si pomyslete! Soubor, který zní jako soubor hrající hudbu, která zní jako hudba! V člověku se obnovuje víra; doopravdy… Symfonie Bohuslava Martinů je krása sama. Je půvabná jako celek a s ničím ji nelze ve zvuku srovnat.“
V Praze měla 1. symfonie premiéru na jaře 1946, na 1. ročníku festivalu Pražské jaro, kde ji provedl francouzský dirigent Charles Munch s Českou filharmonií. Byla provedena v pondělí 27. a ještě v úterý 28. května v Rudolfinu, v Dvořákově síni.

## Další uvedení
Další uvedení v rámci festivalu Pražské jaro proběhla:
- Pátek, 20. květen 1966, Obecní dům, Smetanova síň, Česká filharmonie, dirigent Zdeněk Mácal
- Sobota, 24. květen 1980, Obecní dům, Smetanova síň, Symfonický orchestr hl. m. Prahy FOK, dirigent Jiří Bělohlávek
- Úterý, 18. května 1982, Rudolfinum – Dvořákova síň, Česká filharmonie, dirigent Václav Neumann[4]